# Asnières-sur-Saône
Asnières-sur-Saône är en kommun i departementet Ain i regionen Auvergne-Rhône-Alpes i östra Frankrike. Kommunen ligger  i kantonen Bâgé-le-Châtel som ligger i arrondissementet Bourg-en-Bresse. Kommunens areal är 4,68 km². År 2022 hade Asnières-sur-Saône 77 invånare.

## Befolkningsutveckling
Antalet invånare i kommunen Asnières-sur-Saône
Referens: INSEE